# جانور شکارشونده
جانور شکارشونده (به انگلیسی: Game (animal)) عبارت است از جانورانی که برای خوراک یا برای تفریح یا ورزش، شکار می‌شوند. بسته به موقعیت جغرافیایی نوع جانورانی که شکار می‌شوند متفاوت است.

## سلامت
در کشور نروژ، خوردن گوشت شکار که در بدنشان سرب دارد، بیش از یک بار در ماه برای زنان باردار، بچه‌ها، زنانی که در سن باروری اند و افراد با فشار خون بالا ممنوع است. انجمن سلامت بر این باور است که سرب باعث کاهش آی کیو بچه‌ها می‌شود و به رشد دستگاه عصبی مرکزی آسیب می‌زند.

## قاره‌ها

### آفریقا
در بخش‌هایی از آفریقا جانوران وحشی شکار می‌شوند که به گوشت آنها گوشت شکار گفته می‌شود. برخی از جانورانی که برای این هدف شکار می‌شوند عبارتند از:
- گونه های مختلفی از شاخ‌درازان، از جمله غزالک
- گونه های مختلفی از نخستی‌سانان مانند مندریل یا گوریل
- جوندگان مانند تشی یا موش نیزار

برخی از این جانوران در خطر انقراض اند از این رو شکار آنها غیرقانونی است.

#### آفریقای جنوبی
آفریقای جنوبی مکان شناخته‌شده‌ای برای شکار است؛ پستاندارانی که در این منطقه شکار می‌شوند عبارتند از:
- غزال جهنده
- ایمپالا
- آهوسنگی
- آهوی رنگ‌پریده
- Bushbuck
- نیالا (جانور)
- کودوی بزرگ
- گاو کوهی معمولی
- کل یالدار آبی‌رنگ
- کل یالدار سیاه
- کل پیشانی‌سفید
- کل ابلق
- شاخ‌بلند شبدیز
- شاخ‌بلند ابرش
- تیزشاخ کالاهاری
- زرافه (سرده)
- گاومیش آفریقایی
- کرگدن سفید جنوبی
- گورخر دشتی

پرندگانی که در این منطقه شکار می‌شوند عبارتند از:
- مرغ شاخدار کلاه‌پوش
- Greywing partridge
- Redwing partridge
- Orange River partridge
- دراج دماغه
- دراج ناتالی
- دراج سوینسون
- بلدرچین معمولی
- بلدرچین جلف
- کوکر ناماکوا
- کوکر دوخطی
- کوکر برشل
- اردک سوت‌زن صورت‌سفید
- غاز مصری
- مرغابی نوک‌زرد
- خوتکای نوک‌سرخ
- Cape shoveller
- اردک ساکت جنوبی
- مرغابی نوک‌تاجدار
- Spur-winged goose

### اقیانوسیه

#### استرالیا
شکار در استرالیا به موارد زیر مربوط است:
- گوزن و گوزن سمبر
- مرغابی
- غاز زاغی
- دینگو
- خرگوش اروپایی
- گربه رمیده
- روباه سرخ
- خوک وحشی
- کل و بز
- کانگورو
- شترمرغ استرالیایی
- تمساح (آب شور و شیرین)
- گاومیش
- بنتنگ ("Scrub bull")
- Feral camel
- Australian feral horse
- بلدرچین
- گاو
- سیاه‌کل (جانور)
- Feral donkey
- سگ ولگرد

#### زلاند نو
شکار در زلاندنو به موارد زیر مربوط است:
- بز کوهی اروپایی
- گوزن، چندین گونه
- خوک
- Tahr
- مرغابی، چندین گونه

### آمریکای شمالی

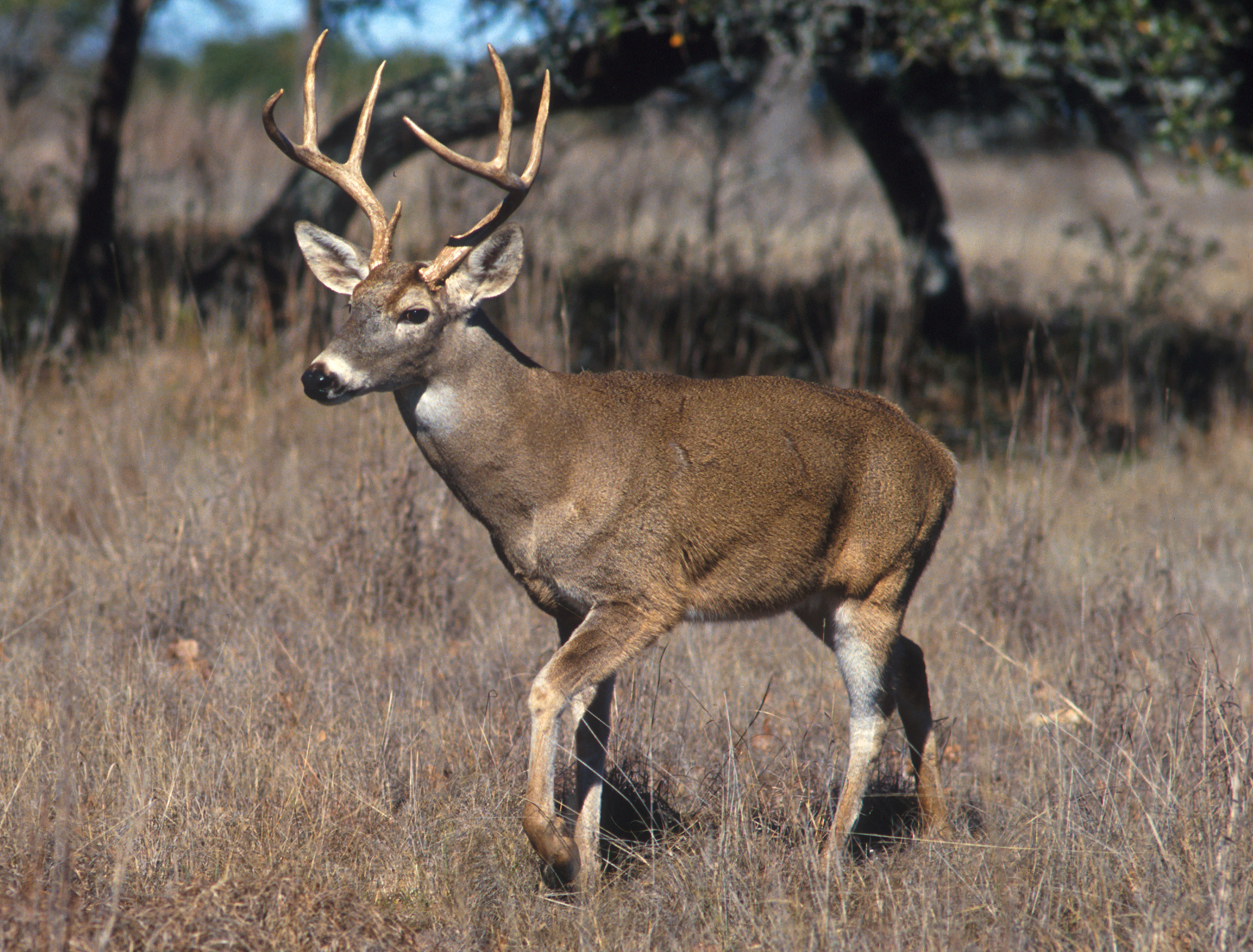
گوزن دم سفید

در ایالات متحده آمریکا و کانادا، تقاضای شکار برای گوزن دم‌سفید بیش از دیگران است. موارد دیگر عبارتند از:

#### خونسردان و خزندگان
- الیگاتور آمریکایی
- گاوغوک آمریکایی
- لاک‌پشت گازگیر معمولی
- مار زنگی

##### پرندگان شکاری
- کلاغ
- گاومرغ سرقهوه‌ای
- غراب

#### دیگر پرندگان
- کبوتر
- کبک معمولی
- سیاه‌خروس
- کبک (پرنده)
- قرقاول (سرده)
- باقرقره‌های پرپا
- بلدرچین
- بوقلمون
- مرغابی
- غاز
- پاشلک
- ابیا

#### چرندگان
- بوفالوی آمریکایی
- گوسفند بزرگ‌شاخ
- گوسفند دال
- گوزن دم‌سفید
- واپیتی
- موس
- شاخ‌چنگالی
- گوزن شمالی
- گراز

#### گوشتخواران
- خرس سیاه آمریکایی
- گربه دم‌کوتاه
- کایوت
- روباه
- خرس خاکستری
- شیر کوهی
- راکون

#### جوندگان
- سگ آبی
- موش بیور
- موش آبی
- سنجاب

#### پستانداران کوچک
- خرگوش صحرایی
- خرگوش
- صاریغ